# 糙葉榕斜背瘤節蜱
糙葉榕斜背瘤節蜱（学名：Vasates irisanae）为節蜱科斜背瘤節蜱屬下的一个种。